# Agrostis virescens
Agrostis virescens é uma espécie de gramínea do gênero Agrostis, pertencente à família Poaceae.